# SoundCloud
SoundCloud (от англ. sound cloud – облако звука) — онлайн-платформа и сайт для распространения оцифрованной звуковой информации (например, музыкальных произведений) обладающая функциями социальной сети, а также одноимённая компания.
1 октября 2022 года Роскомнадзор заблокировал SoundCloud на территории РФ

## История
Работа над проектом SoundCloud была начата в 2006 году в Стокгольме, но компанию зарегистрировали в Берлине в августе 2007 года.
Основателями компании SoundCloud стали звукорежиссёр Алекс Льюнг (нем. Alex Ljung) и музыкант Эрик Вальфорс (нем. Eric Wahlforss).
Сайт проекта был официально запущен в октябре 2008 года.
Уже через несколько месяцев после создания проект сумел бросить вызов доминирующему на тот момент MySpace в качестве платформы для распространения музыки, позволяющей оперативней взаимодействовать между музыкантами и их поклонниками. По мнению экспертов, стремительный рост сервиса обеспечило очень раннее внимание со стороны лейблов и популярных музыкантов.
Первоначально планировалось создать сайт, который позволил бы музыкантам обмениваться треками между собой, однако впоследствии проект трансформировался в полноценный канал музыкальной дистрибуции.
В апреле 2009 года SoundCloud получила венчурное финансирование в размере 2,5 млн евро от фонда Doughty Hanson & Co.
В мае 2010 года SoundCloud объявила о миллионе подписчиков.
В январе 2011 года было подтверждено финансирование в размере 10 млн долларов США от Union Square Ventures и Index Ventures.
15 июня 2011 года SoundCloud сообщил о достижении 5 млн подписчиков и инвестициях со стороны Эштона Кутчера и A-Grade Fund, принадлежащего Гаю Осери. В начале 2012 года было объявлено, что количество зарегистрированных пользователей достигло 10 млн.
После вторжения России на Украину Генпрокуратура требовала от платформы удалить подкаст «Медиазоны» «Хуй войне» и прочие антивоенные подкасты, а уже 1 октября 2022 года Роскомнадзор заблокировал SoundCloud на территории РФ.

## Возможности
Ключевой особенностью SoundCloud является возможность распространять каждую запись в отдельности с помощью уникального URL, что позволяет встраивать их в популярные сети (например, в Twitter, Facebook) в отличие от MySpace, который позволяет слушать списки воспроизведения только на его собственном сайте. Кроме того, SoundCloud предоставляет дополнительные виджеты, позволяющие размещать их на сайтах и в блогах пользователей.
SoundCloud предоставляет API, который позволяет сторонним приложениям загружать и скачивать звуковые файлы в форматах AIFF, WAVE (WAV), FLAC, ALAC, OGG, MP2, MP3, AAC, AMR, и WMA размером до 5 Гб. Благодаря этому, получили распространение соответствующие приложения для iOS и Android. В приложении для Android можно записать звук и сразу загрузить его на сайт. А ещё есть возможность слушать треки в офлайн режиме, функция называется SoundCloud Go. Приложение для Android доступно для скачивания из Google Play.
Кроме Twitter и Facebook SoundCloud интегрирован и с другими сетями, например, Songkick и FourSquare.
SoundCloud обладает уникальной особенностью оставлять комментарии в любом месте звукового файла. Редактирование комментария невозможно, но есть возможность удалить комментарий и написать новый (например, если Вы ошиблись при написании).
На сайте есть функция написания личных сообщений. Отсутствует возможность использования смайликов. Есть возможность прикладывать к сообщению треки. Можно приложить приватный трек.
У незарегистрированных пользователей нет возможности скачивания приватных треков.

## Возможности для платных подписчиков
SoundCloud предлагает два тарифных плана для платных подписчиков — PRO и PRO Unlimited.
PRO включает в себя:
- Увеличенный в 2 раза объём (по времени) загружаемых композиций. На количество композиций нет лимита и в бесплатном аккаунте.
- Расширенную статистику, включая воспроизведение в странах
- Закрепление треков наверху списка пользователя (по выбору самого пользователя).

И стоит $7 в месяц (или $63 в год — возможность сэкономить $21).
PRO Unlimited включает в себя:
- Загрузку треков без лимитов по времени.
- Просмотр слушателей по городам.
- Просмотр веб-страниц и приложений, в которых воспроизводят ваши треки.

И стоит $15 в месяц (или $135 в год — возможность сэкономить $45).

## Признание
- В 2009 году SoundCloud попал в топ-100 лучших стартапов по версии Techcrunch Europe[13].
- В 2011 году SoundCloud стал победителем премии Schroders Innovation Award[14][15].